# Parigny-la-Rose
Parigny-la-Rose è un comune francese di 36 abitanti situato nel dipartimento della Nièvre nella regione della Borgogna-Franca Contea.

## Società

### Evoluzione demografica
Abitanti censiti